# Dufourea mandibularis
Dufourea mandibularis är en biart som först beskrevs av Popov 1959.  Dufourea mandibularis ingår i släktet solbin, och familjen vägbin. Inga underarter finns listade i Catalogue of Life.